# Brottning
Brottning (av fornsvenska: brotas, brutas, avljud till bryta) är sådan närkamp som utkämpas genom att kämparna försöker fatta grepp om motståndare så att ens muskelstyrka och tyngd tillåter att bryta ned eller kasta omkull motståndaren. Det hänvisar främst till tvekamp (kamp mellan två kämpar) men det förekommer kamp där flertalet deltar. Det kan uppstå naturligt vid slagsmål och vidare men förekommer även som professionell stridsteknik och kampsport världen runt.
Kampsportsbrottning fokuserar främst på själva brottningsteknikerna, såsom grepp och kast, och utkämpas därför i sina varianter främst utan slag. Klassisk kampsportsbrottning bedrivs som tävlingsidrott i två stilar: grekisk-romersk stil och fristil, vilka även förekommer som olympisk gren.

## Historia
Brottning är en av de äldsta formerna av tävling och kraftmätning man känner till och de flesta kulturer har utvecklat någon form av brottning. I det antika Grekland och Romerska riket utövades en form av brottning som var en gren i de antika olympiska spelen. Man har hittat grottmålningar som avbildar brottare från så långt tillbaka som 3000 år före Kristi födelse. Den grekisk-romerska stilen är den ursprungliga stilen: fristilsbrottningen kom till betydligt senare.
I början av 1900-talet var matcherna långa och kunde vara upp mot en timme. En match mellan den finske brottaren Alfred Johan Asikainen och den ryske brottaren Martin Klein varade i 11 timmar och 40 minuter, den finns upptagen i Guinness rekordbok. Matchen vanns till slut av Martin Klein. Kvinnlig brottning introducerades som olympisk gren första gången vid OS i Aten 2004.

### Brottning i OS, en historisk överblick
- 1894: Brottningen var med från första början på det moderna olympiska programmet.
- 1900: De enda spel när brottning inte har funnits med på programmet i någon form.
- 1908: Från och med London 1908 har alltid grekisk-romersk stil funnits med på OS-programmet.
- 1920: Fristil lades till på OS-programmet i Antwerpen 1920.
- 1924: Internationella olympiska kommittén (IOK) listade obligatoriska och valfria idrotter. Brottningen behölls på programmet i sina två former, grekisk romersk och fristil.
- 2004: De första fyra viktklasserna för damer i fristil läggs till på OS-programmet till OS i Aten.
- 2013: Brottningens status som OS-sport skakades när IOK:s 125:e session beslutade om vilka 25 kärnidrotter som skulle omfattas av olympiska sommarspelen i Tokyo 2020, utan att brottningen var med. Senare under samma session röstade man emellertid igenom att brottning trots allt skulle finnas med på OS-programmet, både 2020 och 2024.[4]

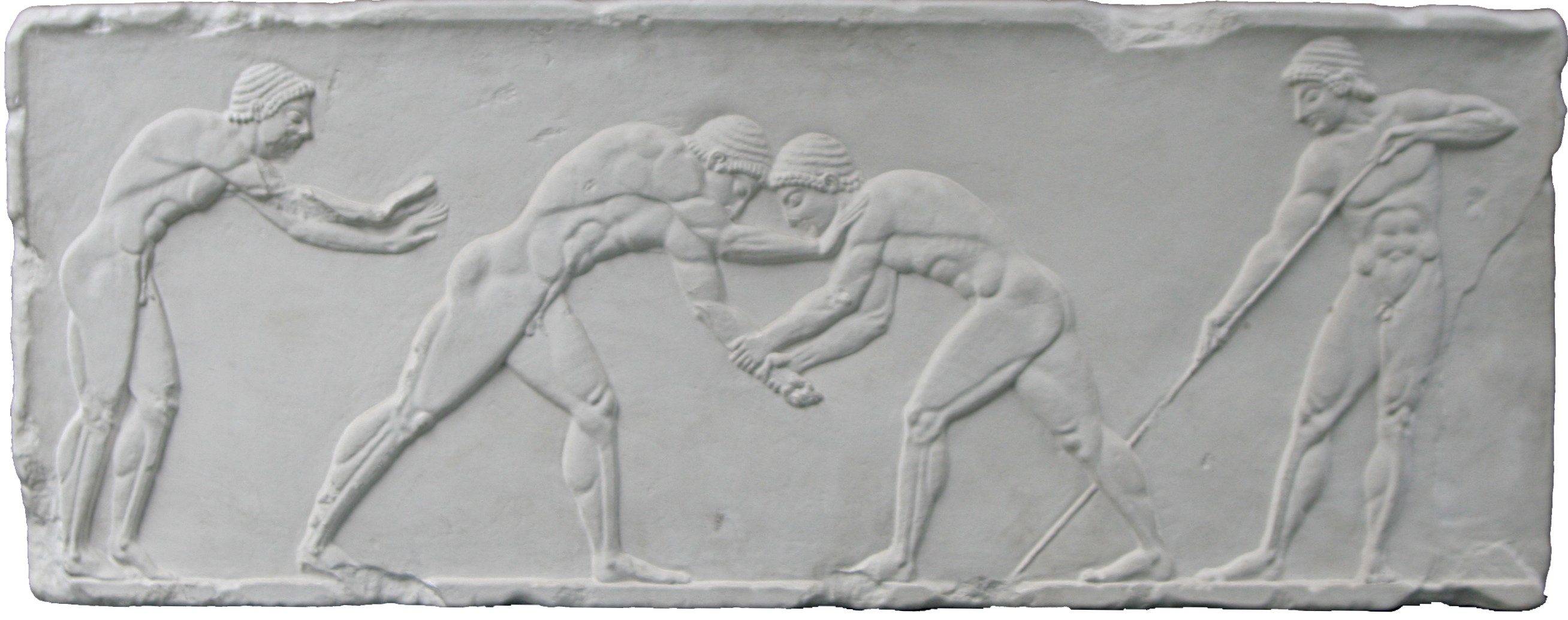
Exempel på relief föreställandes två brottare.

## Brottningens två stilar
Brottning har två stilar: Grekisk-romersk stil och fristil. I grekisk-romersk stil är endast grepp från höften och uppåt tillåtna, benen får inte aktivt användas vid aktioner. I fristil får man ta grepp även på benen samt aktivt använda benen i aktioner. Kvinnor tävlar endast i fristil. Män tävlar i båda stilarna. I Sverige tävlar män mestadels i Grekisk-romersk stil. Sverige har landslag i båda stilarna.
| Till vänster ses ett exempel på fristilsbrottning, medan höger bild visar grekisk-romersk brottning. |  | Till vänster ses ett exempel på fristilsbrottning, medan höger bild visar grekisk-romersk brottning. |
| Till vänster ses ett exempel på fristilsbrottning, medan höger bild visar grekisk-romersk brottning. |  | |

## Regler

### Vad sporten går ut på
I huvudsak går brottning ut på att den tävlande ska försöka tvinga ner sin motståndare på rygg eller vinna på poäng. Tvingas motståndarens båda skulderblad ner samtidigt i mattan på ett kontrollerat sätt leder det till omedelbar vinst på fall. Alternativt kan den tävlande med kast och grepp försöka få poäng, vilket kan ge seger sedan de två perioderna har avslutats. Nedtagning och kontroll av motståndaren i magläge på mattan ger 2 poäng. Två poäng delas också ut till den brottare som från stående parerar sin motståndare ner i fallhotande läge, att vända sin motståndare från magläge på matten till ryggläge (fallhotande läge) ger 2 poäng, medan kast oftast ger 4 poäng (2 poäng om kastet inte resulterar i att motståndaren hamnar i fallhotande läge). Om det är ett kast med hög amplitud kan brottaren få 5 poäng. Brottaren kan även få poäng genom passivitetsvarning till motståndaren. Ena brottaren kan belönas med en sådan om motståndaren brottas passivt eller liknande. Då kan man få 1 till 2 poäng. Man kan alltså vinna matcher på flera olika sätt: poängseger, teknisk överlägsenhet, fall eller diskvalificering. Vid vinst genom teknisk överlägsenhet gäller det i grekisk-romersk stil att vinna med 8 poängs marginal, till exempel 8–0, 12–4, 15–7 och så vidare. I fristil gäller istället 10 poängs marginal, alltså till exempel 10–0, 12–2, 17–7 och så vidare.

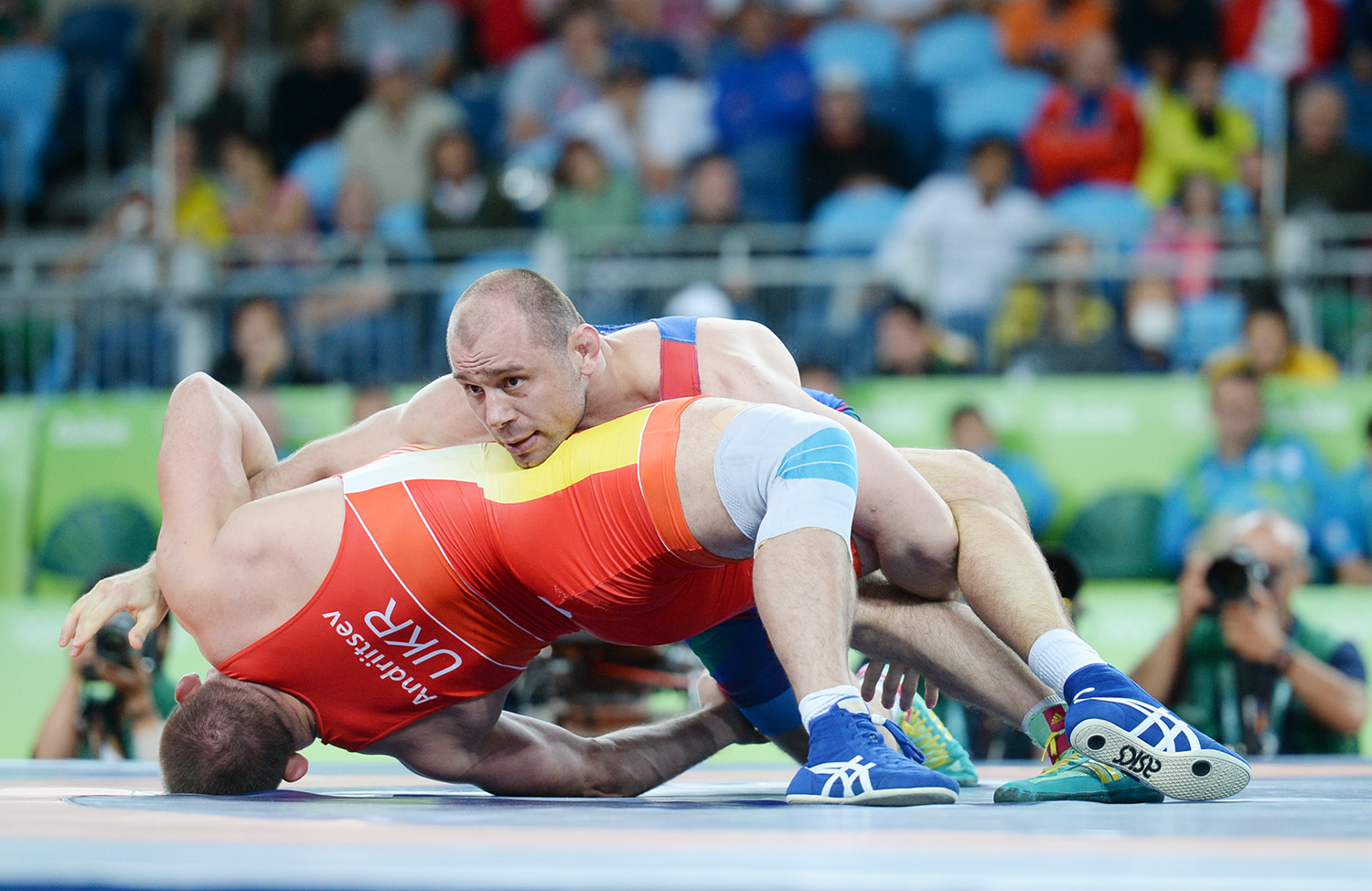
Illustration av fallhotande läge (brottaren i röd trikå).

### Indelningskategorier
Brottarna tävlar i viktklasser och åldersklasser.

### Klädsel
- Vid början dagen måste tävlingsdeltagarna vara välrakade, eller ha skägg sedan flera månader tillbaka.
- Brottarna skall endera vara iförda röd eller blå trikå. Färgerna rött och blått får ej mixas på samma trikå.
- Brottarskorna går upp en bit över anklarna och har en låg sula: dels för att skon inte skall åka av foten, men också för att minska risken att brottaren stukar fotleden.[7]

### Domare
Det finns tre typer av domare:

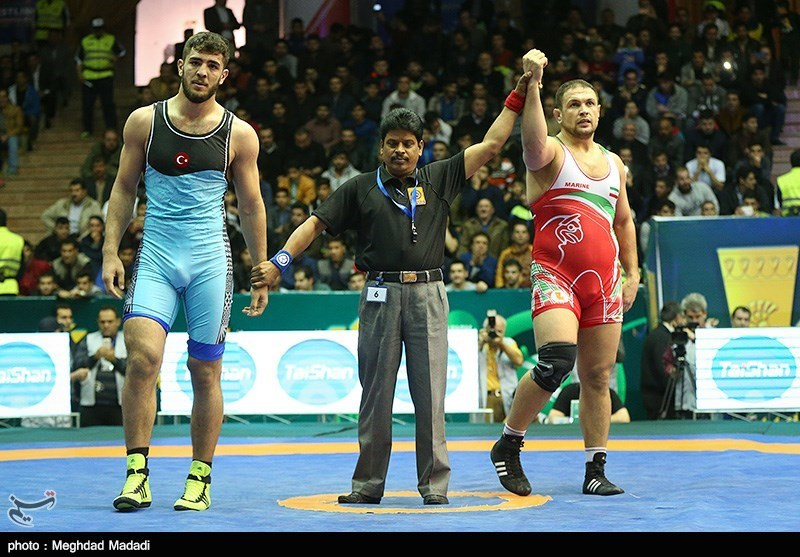
Bild på matchledare. Här syns domarens röda och blå armbindlar, som motsvarar färgerna på de båda brottarnas klädsel.

- Matchledaren är ansvarig för matchens korrekta ledning på mattan. Matchledaren har en röd armbindel på sin vänstra arm och en blå armbindel på sin högra arm. Detta för att det skall vara tydligt vilken brottare som tilldelas poäng. Matchledaren signalerar poäng genom att lyfta armen och visa bedömd poäng med fingrarna.
- Poängdomaren följer matchen från sidan av mattan och delar ut poäng. Poängdomaren är skyldig att i varje läge göra en bedömning. För att det skall bli poäng eller annan åtgärd måste poängdomaren och matchledaren vara överens.
- Mattpresidenten följer matchen noga. Om matchledaren och poängdomaren är oeniga är det mattpresidentens uppgift att fastställa poängen.[7]

## Brottning i Sverige

### Organisation
I Sverige organiseras brottning genom Svenska Brottningsförbundet.

### Framgångsrika brottare

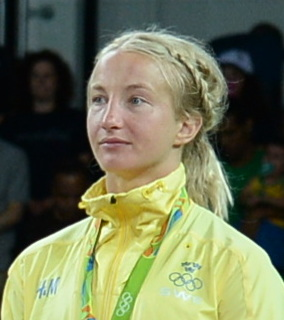
Sofia Mattsson vid prisutdelningsceremonin för damernas 53 kg fristil i brottning vid olympiska sommarspelen 2016 i Rio de Janeiro.

Sverige har varit internationellt framgångsrikt under lång tid, framförallt inom grekisk-romersk stil men på senare tid även inom dambrottning. Med totalt 86 OS-medaljer fram till 2016 är brottningen vår mest framgångsrika olympiska idrott genom tiderna. Några exempel på svenska brottarikoner är:
- Ivar Johansson
- Frank Andersson
- Roger Tallroth
- Benni Ljungbeck
- Calle Westergren
- Ara Abrahamian
- Mikael Ljungberg
- Martin Lidberg
- Sofia Mattsson
- Gustav Freij
- Janne Karlsson
- Tomas Johansson
- Johan Richthoff
- Thure Sjöstedt
- Rudolf Svensson
- Olle Anderberg
- Axel Grönberg
- Axel Cadier

## Brottning internationellt
Internationellt organiseras brottning av det Internationella brottningsförbundet (på engelska kallat "United World Wrestling", UWW).

### Andra varianter av brottning
- Sumo
- Pankration
- Beach Wrestling
- Grappling
- Glima
- Judo
- Lucha libre
- Sambo
- Folkstyle
- Submission wrestling